# Río Madre de Dios
Der Río Madre de Dios (spanisch für „Muttergottes-Fluss“; Quechua: Amaru Mayu – „Fluss der heiligen Schlange“; Araona: Manutata – „Vater der Flüsse“) ist ein linker Nebenfluss des Río Beni im Südosten Perus und Norden Boliviens.
Sein Quellgebiet liegt in der sehr niederschlagsreichen Cordillera Carabaya im Departamento Madre de Dios. Der insgesamt knapp 1400 km lange Río Madre de Dios hat an seiner Mündung mit 6372 m³/s eine größere Wasserführung als der Río Beni mit 2829 m³/s und dieser wiederum eine größere Wasserführung beim Zusammenfluss mit dem Río Mamoré, so dass über ihn der hydrologische Hauptstrang des Rio Madeira verläuft.

## Quellflüsse
Der Fluss führt seinen Namen ab dem Zusammenfluss des Río Alto Madre de Dios und des deutlich größeren Río Manú nahe der Ortschaft Puerto Manú.

### Río Alto Madre de Dios
Der Río Madre de Dios entspringt als Río Huaisampilla zusammen mit Nebenflüssen ähnlicher Größe in der Cordillera de Carabaya (Nevado de Pucará). Die den Gebirgsfuß im Osten begleitenden subandinen Randketten führen zur frühen Vereinigung der quer dazu gerichteten Wasserläufe und werden von ihnen schließlich in Schluchten durchbrochen. Nach Passage der Schlucht des Pongo de Coñec fließt der Río Alto Madre de Dios in verzweigtem, schotterreichem Flussbett, der sanften Abdachung des schwach hügeligen Andenvorlandes folgend, fast geradlinig nach Nordosten. Am Zusammenfluss mit dem Río Manú führt er im Mittel rund 570 m³/s Wasser. Die Länge des Flusslaufs beträgt ungefähr 250 Kilometer.

### Río Manú
Von seinen Quellgebieten in den von dichten Nebel- und Bergregenwäldern bedeckten andinen Randketten fließt der obere Río Manú (Araona: „Fluss“) zunächst nordwärts und schwenkt dann stark mäandrierend nach Südosten ein. Von rechts erhält er die meisten Nebenflüsse, von denen der Río Providencia und der Río Pinquina die größten sind. Der größte Teil seines außergewöhnlich artenreichen Einzugsgebietes ist im Nationalpark Manú geschützt und darf in der ausgedehnten Kernzone nicht betreten werden. Der Manú stellt mit einer mittleren Wasserführung von rund 920 m³/s an der Mündung hydrologisch den eigentlichen Oberlauf des Río Madre de Dios dar, der überdies auch die Richtung des Manú beibehält. Die Angaben zur Länge reichen von 356 km bis zu plausibleren 465 km.

## Verlauf als Madre de Dios
Unterhalb von Boca de Manú schwenkt der Río Madre de Dios aus seiner zunächst andenparallelen, südöstlichen Fließrichtung allmählich nach Nordosten ein, der Hauptrichtung der Flüsse im südlichen Amazonasbecken. Bei Puerto Tahuantínsuyo mündet der erste von zahlreichen rechten Nebenflüssen, der Río Azul. Wenig später mündet der Río Colorado, in dessen Oberlauf große Areale als Folge großenteils illegaler Goldgewinnung nahezu verwüstet sind, und dessen Wasser eine hohe Quecksilberbelastung aufweist. Der größte Nebenfluss ist der aus den andinen Randketten stammende Río Inambari und der längste der danach von links mündende Río Las Piedras. Gegenüber liegt im Mündungswinkel des Río Tambopata die einzige bedeutende Stadt am Río Madre de Dios, Puerto Maldonado, Hauptstadt der Region Madre de Dios und Handelszentrum mit kleinem Flughafen. Die Stadt trägt offiziell den Titel: Capital de la Biodiversidad del Perú (Biodiversitätshauptstadt Perus). Ab hier wird der Fluss auch Bajo Madre de Dios (Unterer M.) genannt.
Nach knapp 460 Kilometern erreicht der Madre de Dios bei der kleinen Ortschaft Puerto Heath die Grenze nach Bolivien. Er fließt weiter nach Nordosten, eine Richtung, die der Strom unter anderen Namen bis zum Amazonas beibehält. Nach weiteren 483 Kilometern Flussstrecke vereinigt er sich bei Riberalta mit dem Río Beni. Der Fluss mäandriert auf seiner gesamten Länge und verändert seinen Lauf und seine Länge daher ständig. Zahlreiche Altwasser begleiten seinen Lauf.
In manchen Karten wird der anschließende 160 km lange Flussabschnitt zwischen Riberalta und der Mündung des Río Beni auch als Río Madre de Dios bezeichnet, offizielle bolivianische Karten weisen ihn jedoch als Río Beni aus.
Der Río Madre de Dios ist die Hauptverkehrsader eines ansonsten sehr wenig erschlossenen Gebietes, unterbrochen allerdings von kleineren Stromschnellen. An seinen Ufern wird noch wenig Land bewirtschaftet, vorwiegend als Subsistenzlandwirtschaft und für Mangokulturen. An den südlichen peruanischen Nebenflüssen sind als weitere Schutzgebiete der Bahuaja Sonene-Nationalpark und der Tambopata-Candamo-Nationalpark eingerichtet worden.

## Umweltprobleme
Laut einer Untersuchung der bolivianischen CEJIS (Zentrum für juristische Studien und Sozialforschung) von September 2022 werden im Rahmen des Goldabbaus jeden Monat 259 Kilogramm Quecksilber von 180 Bergbauflözen in den Fluss Madre de Dios eingeleitet. Mindestens 166 Flöze werden laut Cejis illegal betrieben. Im August 2022 wurden sogar 300 Flöze im selben Abschnitt gezählt, von denen 90 Prozent außerhalb des Bergbaukonzessionsgebiets lagen.
So prangerte am 20. September 2022 der UN-Sonderberichterstatter für Giftmüll und Menschenrechte, Marcos A. Orellana, die "extrem hohe" Quecksilberbelastung von Frauen im gebärfähigen Alter in der Gemeinde Eyiyoquibo an, die zur indigenen Gemeinschaft Ese Ejja gehören. Die Gemeinschaft beteiligt sich nicht am Goldabbau, sondern der Grund für die hohe Quecksilberbelastung sind die aus verseuchten Flüssen geangelten Fische, von denen die Indigenen sich ernähren.

## Nebenflüsse
Größere Nebenflüssen sind (Abfolge flussabwärts):
- Río Alto Madre de Dios 250 km, 570 m³/s (rechter Quellfluss)
- Río Manú 440 km, 920 m³/s (linker Quellfluss)
- Río Colorado 100 km, 500 m³/s (rechts)
- Río Los Amigos (links)
- Río Inambari 440 km, 1310 m³/s (rechts)
- Río Las Piedras (oder Río Tacuatimanu) 610 km, 780 m³/s (links)
- Río Tambopata 400 km, 1240 m³/s (rechts)
- Río Heath 220 km, 130 m³/s (peruanisch-bolivianischer Grenzfluss auf 200 km; rechts)
- Río Manupare (Río Sena) 240 km, 190 m³/s (Bolivien, rechts)